# Metathoracaphis isensis
Metathoracaphis isensis (лат.) — вид тлей из подсемейства Hormaphidinae (Nipponaphidini). Восточная Азия (Япония). Единственный представитель рода Metathoracaphis.

## Описание
Мелкие насекомые, длина около 1 мм. Ассоциированы с растениями Distylium (Distylium racemosum), Quercus (Quercus gilva). Крылатые половые особи появляются в октябре.